# Uniwersytet w St. Gallen
Uniwersytet w St. Gallen (niem. Universität St. Gallen; skrótowiec HSG, od dawnej nazwy Handels-Hochschule St. Gallen) – szwajcarski uniwersytet publiczny znajdujący się w mieście St. Gallen, założony w 1898. Specjalizuje się w studiach menadżerskich, ekonomii, prawie i stosunkach międzynarodowych.

## Historia

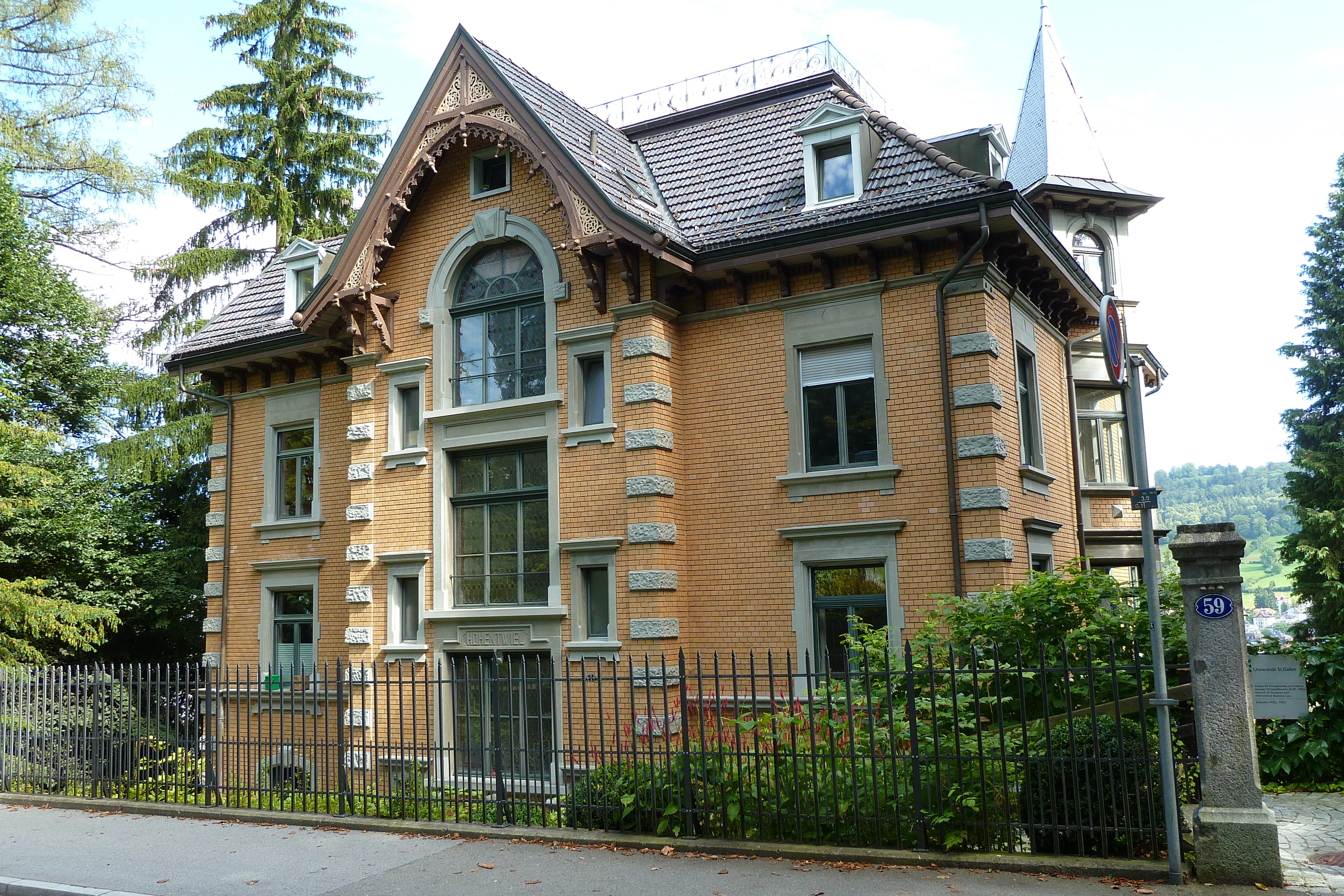
Budynek Instytutu EUR-HSG

Uczelnię założono w 1898 pod nazwą Akademii Handlowej (niem. Handelsakademie). W 1911 zmieniono jej nazwę na Wyższą Szkołę Handlową (niem. Handels-Hochschule). W 1938 uchwalono nową ustawę, dzięki której uczelnia uzyskała prawo przyznawania tytułów doktorskich. W latach 1941–45 studiowało w niej wielu Polaków – żołnierzy i oficerów z internowanej w Szwajcarii 2 Dywizji Strzelców Pieszych. W 1963 nastąpiła zmiana nazwy na Hochschule für Wirtschafts- und Sozialwissenschaften, a w 1989 na Hochschule St. Gallen für Wirtschafts-, Rechts- und Sozialwissenschaften. Od 1994 uczelnia funkcjonuje pod obecną nazwą.
W 2001 nastąpiła restrukturyzacja uczelni – Uniwersytet St. Gallen jako pierwszy w Szwajcarii dostosował się do programu procesu bolońskiego.
Uniwersytet w Sankt Gallen uważany jest za jedną z najlepszych niemieckojęzycznych uczelni biznesowych. Od 2011 co roku wygrywa prestiżowy ranking Masters in Managment organizowany przez dziennik Financial Times, a przedstawiający najlepsze na świecie magisterskie kierunki z zarządzania. Uczelnia bardzo dobrze wypada również w innych rankingach, prowadzonych na przykład przez Die Zeit czy Handelsblatt. 
Co roku od 1970 organizowana jest prestiżowa konferencja naukowa – St. Gallen Symposium – podczas której przyznawane są nagrody St. Gallen Wings of Excellence Award.

## Struktura i kampus

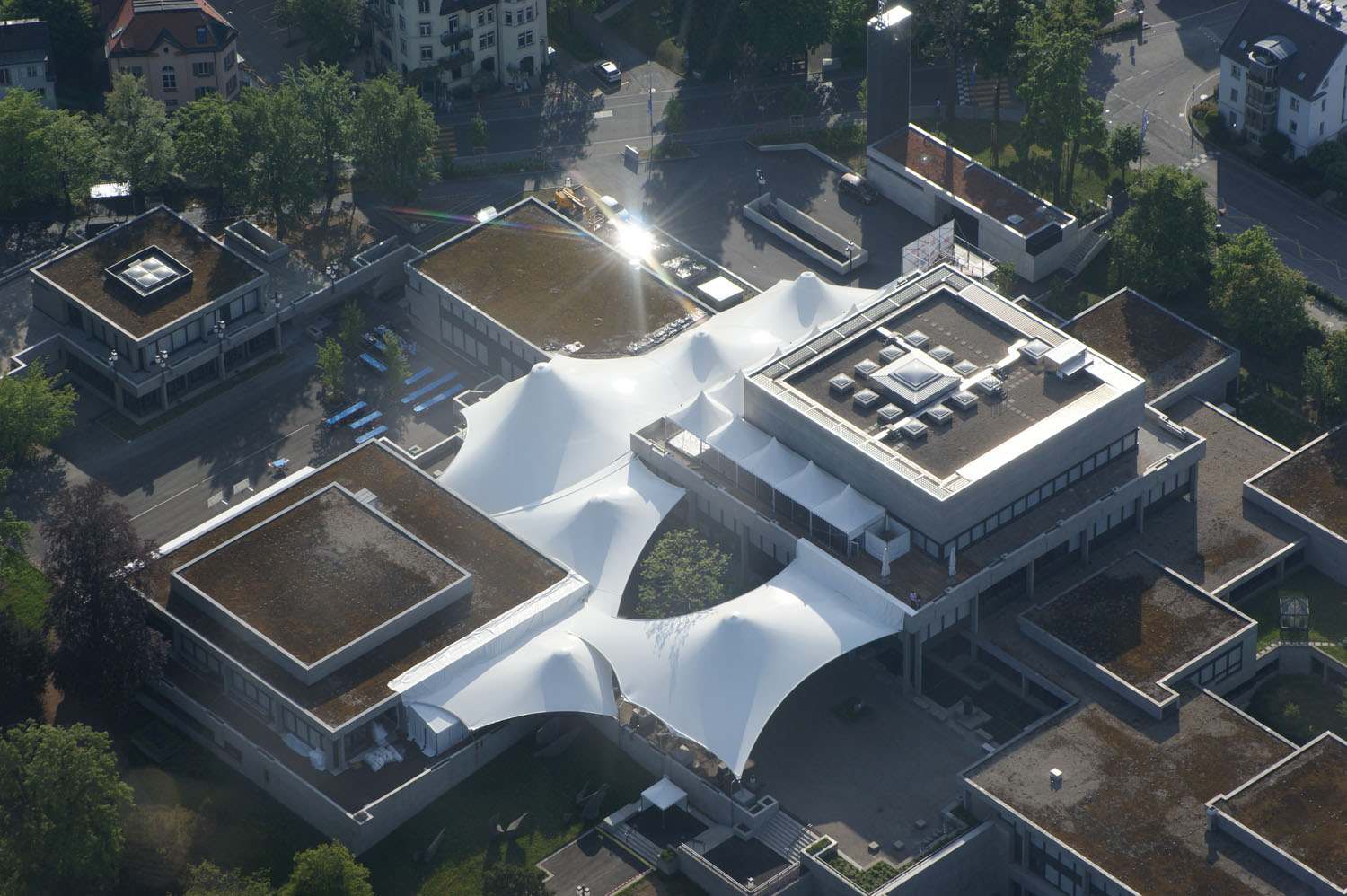
Kampus uniwersytecki

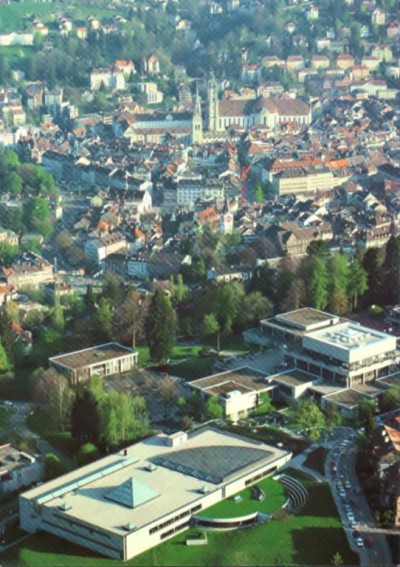
Uniwersytet w St. Gallen, a za nim starówka miasta z opactwem św. Galla

Od 2011 na Uniwersytet w St. Gallen składa się pięć szkół (wydziałów):
- SoM-HSG – wydział zarządzania
- SoF-HSG – wydział finansów
- LS-HSG – wydział prawa
- SEPS-HSG – wydział ekonomii i nauk politycznych
- SHSS-HSG – wydział humanistyczny i nauk społecznych

Blisko 40 instytutów i ośrodków badawczych stanowi integralną część uniwersytetu.
Uczelnia ulokowana jest blisko starówki Sankt Gallen, na szczycie wzgórza Rosenberg. Poszczególne budynki projektowane były przez wybitnych szwajcarskich architektów, w tym biuro architektoniczne Herzog & de Meuron. W budynku biblioteki uniwersyteckiej prezentowana jest kolekcja sztuki współczesnej – między innymi dzieła Braque'a, Miró, Caldera, Giacomettiego.

## Absolwenci

### Przywódcy państw
- Adrian Hasler – premier Liechtensteinu
- Christian Kern – kanclerz Austrii
- Arnold Koller – prezydent Szwajcarii
- Jan Adam II Liechtenstein – książę Liechtensteinu
- Hans-Rudolf Merz – prezydent Szwajcarii
- Klaus Tschütscher – premier Liechtensteinu

### Inni
- Paul Achleitner(inne języki) – szef rady nadzorczej Deutsche Banku
- Josef Ackermann – prezes Deutsche Banku
- Martin Blessing(inne języki) – prezes Commerzbanku
- Wawrzyniec Habsburg-Este – książę, członek belgijskiej rodziny królewskiej
- Othmar Karas – austriacki polityk, poseł do Parlamentu Europejskiego
- Peter Wuffli(inne języki) – prezes UBS